# Das Ausrufezeichen

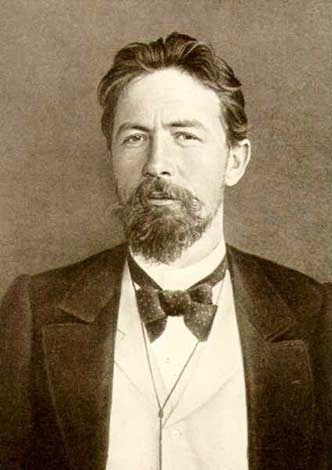
Anton Tschechow

Das Ausrufezeichen ( Восклицательный знак, Wosklizatelny snak) ist eine Kurzgeschichte des russischen Schriftstellers Anton Tschechow, die am 28. Dezember 1885 im Petersburger Witzblatt Oskolki erschien.

## Inhalt
In der Weihnachtsnacht geht der Kollegiensekretär Jefim Fomitsch Perekladin im Zorn zu Bett. Dabei hatte er noch vor ein paar Stunden sanft gelächelt, als ihm ein junger Mann, der studierte Sohn eines Staatsrates, auf einer Abendgesellschaft vor allen Leuten seine erschreckende Unbildung vorgeworfen hatte. Letztere sei aus den in vierzig Jahren verfassten Dokumenten Perekladins ersichtlich. Der in Ehren ergraute Beamte hatte auf direkte Anfrage des eitlen Gecks unumwunden zugegeben, Bildung sei nie von einem Beamten verlangt worden. Denn: „Man muß richtig schreiben, das genügt.“
Perekladin kann die Nacht nicht schlafen. Die Satzzeichen Komma, Semikolon, Doppelpunkt, Punkt und Fragezeichen flirren und tanzen einen Reigen. Das Fragezeichen verwandelt sich in ein Ausrufezeichen. Stopp. Mit dem kann ein Beamter wie Perekladin nichts anfangen, denn es kommt in seinem Aktenberg, angeschwollen auf zehntausende Schriftstücke, seiner Erinnerung nach nicht vor. Neben Perekladin schläft seine Frau Marfuscha. Diese prahlte gelegentlich, sie habe auf dem Pensionat in jungen Jahren sieben Jahre lang Grammatik studiert. Perekladin weckt die Schläferin und bekommt tatsächlich prompt Auskunft: Das „Zeichen wird bei Anreden, Ausrufen und bei Ausdrücken der Begeisterung, der Entrüstung, der Freude, des Zornes und anderer Gefühlsäußerungen gesetzt.“
Am Weihnachtsmorgen muss Perekladin sich bei seinem Vorgesetzten einschreiben und ihm alles Gute wünschen. Das Ausrufezeichen – wie der Beamte sich auch drehen und wenden mag – flirrt immer noch innerhalb seines Gesichtskreises. Als er auf die Straße eine Droschke anhält, ist ihm, als käme ein Ausrufezeichen angefahren.
Im Vorzimmer des Vorgesetzten trägt der Geplagte ein: „Kollegiensekretär Jefim Perekladin!!!“ Und das Trugbild ist weg.

## Verwendete Ausgabe
- Gerhard Dick (Hrsg.), Wolf Düwel (Hrsg.): Anton Tschechow: Gesammelte Werke in Einzelbänden: Das Ausrufezeichen. Eine Weihnachtsgeschichte. S. 445–451 in: Gerhard Dick (Hrsg.): Anton Tschechow: Vom Regen in die Traufe. Kurzgeschichten. Aus dem Russischen übersetzt von Ada Knipper und Gerhard Dick. Mit einem Vorwort von Wolf Düwel. 630 Seiten. Rütten & Loening, Berlin 1964 (1. Aufl.)[7]